# Ponte de Portas de Ródão
A Ponte de Portas de Ródão, ou Ponte Metálica em Vila Velha de Ródão, é uma ponte sobre o rio Tejo, na Estrada Nacional 18, ligando a margem norte, em Vila Velha de Ródão, à margem sul, no município de Nisa, em Portugal.
Foi inaugurada em 1888, é uma ponte com tabuleiro metálico e tem o comprimento de 167 metros, apoiada em dois pilares centrais de granito.
Foi alvo de obras de beneficiação concluídas em 1996. As vias de rodagem ocuparam o antigo espaço dos passeios e alargou-se o tabuleiro para criar novos passeios para peões com 75 cm de largura.